# محيي الدين القليبي

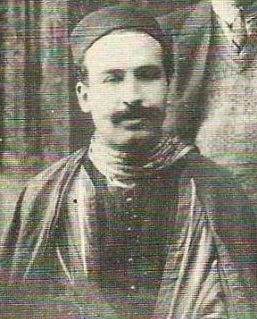
محيي الدين القليبي

محيي الدين القليبي هو محيي الدين بن عبد القادر بن رمضان الشريف شهر القليبي، ولد بتونس العاصمة حوالي عام 1901، وتوفي بدمشق يوم 1 ديسمبر 1954 ، مناضل وطني، صحفي وسياسي، ومدير الحزب الحر الدستوري التونسي.

## نشأته
عندما بلغ محيي الدين القليبي الخامسة من عمره، أدخل الكتّأب، حيث حفظ القرآن الكريم وبعض متون العربية والفقه، ثم انضم إلى جامع الزيتونة لكنه انقطع عن التعليم به قبل الحصول على شهادته. وكان مغرما بالمطالعة، فكان يطالع الجرائد والمجلات ليطلع على الأحداث على الصعيدين الوطني والعربي، فكانت المطالعة مدرسته الرابعة. وتحتوي مكتبته على ألف ومائتي كتاب ذات مواضيع متنوعة، دينية وأدبية وتاريخية وفلسفية وسياسية وعلمية وصناعية، بالإضافة إلى كمية من المجلات المتنوعة المواضيع.

## الصحفي
اشتغل محيي الدين القليبي بالصحافة، وكانت الصحافة الباب الذي دخل منه علم السياسة والكفاح الوطني، ذلك أن الشيخ عبد العزيز الثعالبي انتبه إليه بعد أن نشر مقالا بجريدة «الاتحاد»، فاستدعاه وعرض عليه الدخول إلى الحزب الحر الدستوري، فتم ذلك، وصار يكتب بانتظام في الصحف الحزبية، ومن الصحف التي ساهم بالكتابة فيها: في العشرينات: «لسان الشعب»، «الاتحاد»، «مرشد الأمة»، «العصر الجديد»، «إفريقيا»، مجلة «العالم الأدبي». ثم حرر بجريدة الإرادة والزهرة و«الصواب» في الثلاثينات، وفي غيرها من الصحف بتونس وخارجها.

## القيادي الوطني
انتخب محيي الدين القليبي في اللجنة التنفيذية للحزب الحر الدستوري في مؤتمره الثاني المنعقد في 22 أكتوبر 1922 ، ثم ما لبث الشيخ الثعالبي قبل أن يهاجر نحو المشرق أن أوكل إليه إدارة الحزب  وهو ما حتّم عليه التواجد بانتظام بمقر الحزب، وشهد كل التطورات التي شهدها خاصة في منعرج الثلاثينات وصولا إلى مؤتمر ماي 1933، ثم انشقاق مجموعة عنه قامت بتأسيس الحزب الحر الدستوري الجديد في 2 مارس 1934. ولم تنته تلك السنة حتى ألقي القبض على تلك المجموعة في سبتمبر 1934، فصعّد محيي الدين القليبي من لهجته وانتقاداته، ثم نظم في جانفي 1935 مظاهرة اعترضت ركب الباي مطالبة بإرجاع المبعدين، فكان أن قامت سلطات الحماية بإبعاده مع ثلة من رفاقه إلى برج البوف بالجنوب التونسي ، ولم يطلق سراحه إلا في عام 1936، فعاد إلى سالف نشاطه السياسي والصحفي. وفي أعقاب الحرب العالمية الثانية، عينه الحزب عام 1947 مندويا له بالمشرق للتعريف بالقضية التونسية بالقاهرة حيث توجد جامعة الدول العربية ، وسمي مندوبا للجنة التنفيذية للحزب لدى الهيئات العربية ، وعاد إلى تونس عام 1949 ليستأنف نشاطه الصحفي والسياسي وفي الجمعيات المختلفة. وفي أوائل عام 1952 أرسله الحزب الحر الدستوري ضمن وفد لإقناع وفدي مصر وسوريا لدى هيئة الأمم المتحدة المجتمعة بباريس بتقديم شكوى تونس بفرنسا لدى الهيئة الأممية. غير أن مسعى الوفد قد فشل، فأرسله الحزب من جديد إلى القاهرة في حين عاد بقية الوفد إلى تونس ، وفي مصر تكثفت اتصالاته مع مختلف الأطراف الرسمية والشعبية، بما أثار احتجاج فرنسا لدى الحكومة المصرية، فخرج من مصر  واتجه نحو سوريا، واستمر في النشاط إلى وفاته بدمشق في آخر عام 1954، وفيها دفن ثم أرجعت رفاته إلى تونس بعد أربع عشرة سنة.

## إشارات مرجعية
1. 1 2  وفاة محيي الدين القليبي نسخة محفوظة 27 سبتمبر 2010 على موقع واي باك مشين.
2. ↑  كامل سلمان الجبوري (2003). معجم الأدباء من العصر الجاهلي حتى سنة 2002م. بيروت: دار الكتب العلمية. ج. 6. ص. 203. ISBN:978-2-7451-3694-7. LCCN:2003489875. OCLC:54614801. OL:21012293M. QID:Q111309344.
3. 1 2 3 4 5 6 7 8 9  محيي الدين القليبي أو جهاد ثلث قرن، مجموعة وثائق انتقاها وأعدها للنشر عبد القادر القليبي، دار سراس للنشر، تونس، 2004، الصفحات: أ=15-16؛ ب=97؛ ت= 17؛ ث=52-53 ؛ ج=151-152؛ ح=229؛ خ=304؛ د=363؛ ذ= 367